# تحطم ميل مي-17 التابعة للقوات الجوية الهندية
في 8 ديسمبر 2021، تحطمت طائرة هليكوبتر من طراز ميل مي-17 تابعة للقوات الجوية الهندية بين كويمباتور وويلنجتون كانتون في تاميل نادو، بعد مغادرتها محطة سولور الجوية. وكانت المروحية تقل رئيس أركان الدفاع الجنرال بيبين راوات و13 آخرين بينهم زوجته مادوليكا راوات وموظفون آخرون.

## الحادث
في حوالي الساعة 12:00 بالتوقيت المحلي، أقلعت طائرة هليكوبتر تابعة للقوات الجوية الهندية من طراز ميل مي-17 وعلى متنها 10 ركاب و4 من أفراد الطاقم من محطة سولور الجوية، متوجهة إلى كلية أركان خدمات الدفاع (DSSC) في ويلينجتون في تاميل نادو. كان اللواء راوات وزوجته ومرافقيه متوجهوم إلى كلية أركان خدمات الدفاع، حيث كان على روات أن يخاطب أعضاء هيئة التدريس بالكلية وضباط الطلاب.
في حوالي الساعة 12:20 بالتوقيت المحلي، تحطمت الطائرة بالقرب من منطقة Katteri-Nanchappanchathram في كونور، ضاحية نلغيري في تاميل نادو، التي كانت على بعد 10 كيلومترات من وجهتها المقصودة. وبحسب مراقبي الحركة الجوية، فقد الاتصال الساعة 12:22 بالتوقيت المحلي. ظهرت التقارير الأولية عن التحطم في هذا الوقت تقريبًا، مع بدء عملية البحث والإنقاذ في الساعة 12:25. وأكد سلاح الجو الهندي رسميًا وجود الجنرال راوات على متن الطائرة في تغريدة أُرسلت في الساعة 13:53.

## الإصابات
في أعقاب الحادث، أصدرت القوات الجوية الهندية بيانا أكد مقتل 13 شخصًا على متنها، بما في ذلك الجنرال بيبين راوات وزوجته. حتى الساعة 21:30 بالتوقيت المحلي، جرى انتشال 13 جثة من موقع التحطم. كان كابتن المجموعة فارون سينغ، المدير العام في كلية أركان خدمات الدفاع، هو الناجي الوحيد، وتم نقله إلى المستشفى العسكري في ويلينجتون في تاميل نادو، لإجراء عملية جراحية.
كان الركاب العشرة، الذين استقلوا الرحلة حوالي الساعة 11:48 بالتوقيت المحلي، من بينهم رئيس أركان الدفاع الجنرال بيبين روات، وزوجته مادوليكا راوات، وضابط الاتصال الكابتن فارون سينغ، وهيئة الأركان الشخصية للجنرال، التي تضم مساعده في الدفاع العميد إل. إس. ليدر وضابط أركانه المقدم هارجيندر سينغ، وخمسة ضباط الصف والجنود: هافيدار ساتبال، نايك جرسيواك سينغ، نايك جيتندرا كوما، لانس نايك فيفيك كومار وانس نايك بي ساي تيجا.

## ما بعد الحادثة
أعلن سلاح الجو الهندي فتح تحقيق في الحادث. اجتمعت لجنة الأمن التابعة لمجلس الوزراء مساء يوم الكارثة لاتخاذ قرار بشأن مسار العمل الإضافي. ترأس لجنة العلاقات الخارجية رئيس الوزراء ناريندرا مودي. ومن المتوقع أن يدلي وزير الدفاع راجناث سينغ بإعلان رسمي  في البرلمان.